# Провулок Павла Сивицького (Мелітополь)
Провулок Павла Сивицького — провулок у Мелітополі. Починається на перехресті з вулицями Курчатова й Ушакова і йде до перехрестя з вулицями Бадигіна, Павла Сивицького й Піщанською. Проходить через приватний сектор.

## Назва
Провулок названо на честь Павла Сивицького (1852—1921) — українського лісівника, який перетоврив Старобердянське лісництво біля Мелітополя на один из найбільших у Російській імперії центрів степового лесівництва.
Поруч з провулком проходить однойменна вулиця Павла Сивицького.

## Історія
До 1965 року вважався ділянкою Піщанської вулиці. 21 жовтня 1965 року виділений в окремий провулок Тельмана - на честь німецького комуніста Ернста Тельмана. На той момент сусідня вулиця Павла Сивицького вже понад 25 років називалась вулицею Тельмана. 
В 2016 році в ході декомунізації перейменований на честь Павла Сивицького. Одночасно й сусідня вулиця Тельмана була перейменована на вулицю Павла Сивицького